# Moulay (titre)
Pour l’article homonyme, voir Moulay (Mayenne).
 (octobre 2010).
Si vous disposez d'ouvrages ou d'articles de référence ou si vous connaissez des sites web de qualité traitant du thème abordé ici, merci de compléter l'article en donnant les références utiles à sa vérifiabilité et en les liant à la section « Notes et références ».
Moulay (en arabe : مولايّ mawlāyy)  est un titre de haute noblesse porté par les membres masculins de la dynastie chérifienne. Ce titre est ainsi porté par les descendants des sultans et roi du Maroc, qui affirment descendre du Prophète Mahomet.  
On peut l'assimiler à « monseigneur » ou « prince ». Il est interdit, dans tous les pays arabo-musulmans, d'emprunter ce titre pour des personnes n’appartenant pas à la lignée directe de Fatima Zahra, fille du Prophète, et de son époux Ali, cousin du Prophète.
Ce titre est notamment porté par le prince héritier du Maroc, Moulay Hassan, ou par le neveu du roi Hassan II et cousin germain du roi Mohammed VI, Moulay Hicham, entre autres.  
Lorsque les raisons du port de ce titre sont religieuses ou que le prénom est Mohammed, on emploie plutôt Sidi, équivalent de Sayyid, terme que l'on retrouve aussi en perse, en turc, mais aussi en français et en espagnol respectivement sous les noms de « Cid » et « El Cid ».
Son équivalent féminin est Lalla.
Exemples de lieux portant cette appellation : Moulay Bousselham (Maroc), Moulay Larbi, (Algérie), Bordj Moulay Hassan (Algérie), Moulay Bouzerktoun (Maroc), Moulay Slissen (Algérie).